# Стереоізомери

Різноманітні види ізомерів

Стереоізомери (англ. stereoisomers, рос. стереоизомеры) — молекулярні структури з однаковими атомами й характером зв'язків, які відрізняються розміщенням у просторі. До них належать енантіомери, діастереомери й геометричні ізомери. Наприклад, групи CH3 у CH3CH=CHCH3 можуть розташовуватися по один і той же бік подвійного зв'язку в одному ізомері і по різних його боках в іншому. Оптичні ізомери відрізняються лише координатами однакових атомів біля хірального центра в молекулі.

## Класифікація
У класичній стереохімії стереоізомери поділялися на оптичні ізомери, діастереомери та геометричні ізомери. Сучасна класифікація, запропонована Міслоу в 1965 році, базується на симетрії та енергетичних параметрах.
За критерієм симетрії стереоізомери поділяються на:
- енантіомери  (стереоізомери, які є дзеркальним відображенням один одного);
- діастереомери  (стереоізомери, які не є дзеркальним відображенням один одного).

У відповідності до енергетичного критерію, стереоізомери поділяються на:
- конфігураційні стереоізомери (взаємне перетворення ускладнене, енергетичний бар'єр > 100 кДж/моль);
- конформаційні стереоізомери (взаємне перетворення здійснюється відносно легко, енергетичний бар'єр < 60 кДж/моль).

Існують також стереоізомери проміжного типу, які легко перетворюються один в одного при підвищеній температурі, але повільно — при охолодженні. У цьому випадку кажуть про залишкову стереоізомерію .
Дані класифікації не є взаємовиключними: енантіомери та діастереомери можуть бути конфігураційними або конформаційними стереоізомерами в залежності від того, високий чи низький енергетичний бар'єр їх розділяє. Як правило, при розгляді енантіомерів та діастереомерів беруться до уваги конфігураційні відмінності, а конформери  розглядають як окремий тип просторових ізомерів.

## Енантіомери

Енантіомери молочної кислоти

Енантіомери (оптичні ізомери, дзеркальні ізомери, оптичні антиподи) — це стереоізомери, які є дзеркальними відображеннями один одного, не суміщувані у просторі.

Вимірювання оптичної активності з допомогою поляриметра: 1 — джерело світла, 2 — неполяризоване світло, 3 — поляризатор, 4 — поляризоване світло, 5 — кювета з розчином речовини, 6 — оптичне повертання 30°, 7 — аналізатор, 8 — спостерігач

Оскільки у предмета може бути лише одне дзеркальне відображення, енантіомери існують парами (епімерами). Енантіомерні молекули мають властивість хіральності, тобто не збігаються у просторі зі своїм дзеркальним відображенням. Як правило, елементом хіральності в молекулі є центр хіральності, тобто атом Карбону, зв'язаний з чотирма різними замісниками. Наприклад, молочна кислота CH3CH(OH)COOH має атом Карбону, зв'язаний із атомом Гідрогену, метильною, карбоксильною і гідроксильною групами, тому вона може існувати у вигляді двох енантіомерів: (+)-молочної кислоти, яка утворюється у м'язовій тканині в результаті біохімічних процесів, і (−)-молочної кислоти — продукту анаеробного бродіння глюкози.
Більшість фізичних властивостей для енантіомерів однакові, наприклад, вони киплять і плавляться при однаковій температурі, мають однакову розчинність, густину, показник заломлення, УФ-, ІЧ-, ЯМР-спектри.
Характерною властивістю енантіомерів є оптична активність — здатність повертати площину поляризації світла. Для протилежних енантіомерів величина питомого оптичного повертання рівна за модулем, але протилежна за напрямком (у зв'язку із цим їх також називають оптичними ізомерами, або оптичними антиподами). Однак, останнім часом ці назви стають менш уживаними, оскільки деякі енантіомери (наприклад, R- або S-н-бутил-н-гексил-н-пропілетилметан) не проявляють помітного оптичного повертання (криптохіральність).
Розрізнити енантіомери можна також за їхньою реакційною здатністю при наявності хіральних реагентів або каталізаторів, за спектрами ЯМР у хіральних розчинниках, а в деяких випадках за формою кристалів.

## Діастереомери

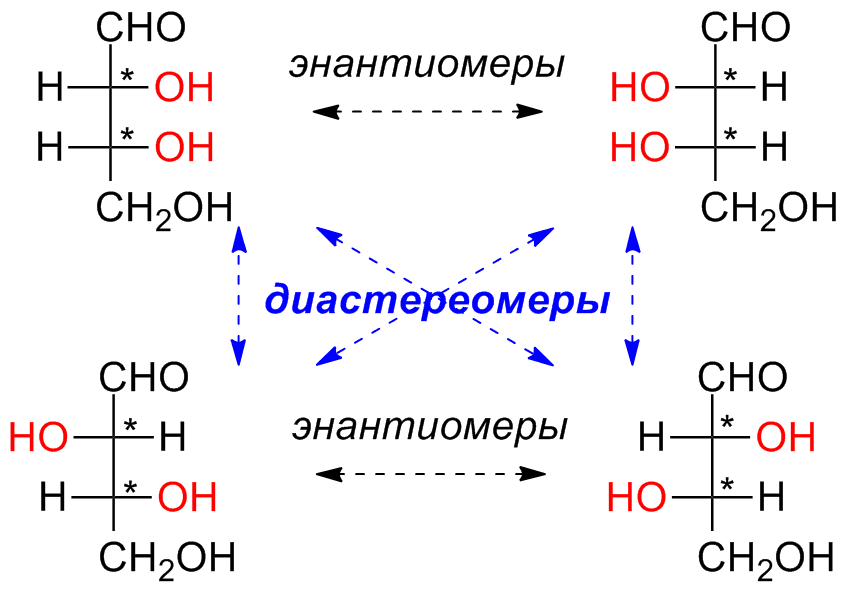
Кожній тетрозі відповідає один енантіомер і два діастереомери

До діастереоізомерів належать усі стереоізомери, які не є енантіомерами, тобто дзеркальними відображеннями один одного. Діастереомери молекули виникають при наявності у ній декількох стереоцентрів (або інших елементів хіральності). У цьому випадку стереоізомери, у яких відрізняються конфігурації всіх відповідних стереоцентрів, є енантіомерами. Якщо ж стереоізомери відрізняються конфігураціями лише деяких стереоцентрів, то вони є діастереомерами. Такі діастереомери називаються σ-діастереомерами.
До діастереомерів належать також стереоізомери, які відрізняються конфігурацією подвійного зв'язку (π-діастереомери, або геометричні ізомери).
На відміну від енантіомерів, діастереомери відрізняються за фізичними властивостями, зокрема за оптичною активністю. Це пов'язано з тим, що енантіомери ідентичні за всіма скалярними властивостями, тобто відстань між двома будь-якими атомами в них однакова. Діастереомери в цьому смислі неідентичні, тому їхні властивості відрізняються.

## Торсійні стереоізомери
Стереоізомери, що можуть взаємоперетворюватись (насправді чи уявно) шляхом обертання довкола осі зв'язку. Сюди відносяться E, Z-ізомери алкенів, атропоізомери та ротамери.

## Кількість стереоізомерів
У загальному випадку, n стереоцентрів в одній молекулі будуть давати 2n стереоізомерів. Іноді кількість стереоізомерів зменшується за рахунок того, що який-небудь із стереоизомерів має таку симетрію, що збігається зі своїм відображенням (є мезоформою). Таким чином, у цьому випадку два енантіомери є однією і тією самою сполукою.

## Конформери
Стереоізомери, які відрізняються лише конформацією, називаються конформерами. Частковим випадком таких стереоізомерів є ротамери — конформери, які виникають в результаті утрудненого обертання навколо одинарного хімічного зв'язку.

## Залишкова стереоізомерія
Концепція залишкової стереоізомерії розглядає стереоізомерні форми молекули, які можна розрізнити, досліджуючи молекулу певними методами і за особливих умов, в той час як за звичайних умов ці стереоізомери не можна розрізнити, оскільки вони швидко перетворюються один в одного. Наприклад, хлорциклогексан має два стереоізомери із аксіальним та екваторіальним розташуванням атома Хлору, які розрізняються при аналізі ІЧ-спектроскопією або ЯМР-спектроскопією при −100 °С. При виділенні ж або аналізі ЯМР при кімнатній температурі хлорциклогексан є однією сполукою, тому не має стереоізомерів у звичайному розумінні.

## Планарна стереоізомерія
Стереоізомерія, що виникає при певному розташуванні
позаплощинних груп відносно хіральної площини.
Синонім до планарна хіральність.